# 清國勝雄
清國 勝雄（きよくに かつお、1941年11月20日 - ）は、秋田県雄勝郡雄勝町（現・湯沢市）出身で伊勢ヶ濱部屋（入門時は荒磯部屋）に所属した元大相撲力士。本名は佐藤 忠雄（さとう ただお）。最高位は東大関。現役時代の体格は182cm、133kg。得意手は左四つ、寄り、押し。
元十両・玉ノ国、元関脇・玉乃島の兄弟は甥。二男の嘉由生は林家木久扇門下の落語家、林家希林。
現夫人は国宝犬山城12代目城主平岩親吉の末裔。

## 人物
中学3年時に同郷の元横綱・照國の荒磯部屋から熱心に勧誘され、夏休み中の体験入門だけのつもりで上京したが両親の同意や住民票の移転など根回しされたことで観念して入門を正式決定。1956年9月場所初土俵。横綱・大鵬とは同期だった。のち親方の名跡変更（6代伊勢ヶ濱）で伊勢ヶ濱部屋所属となった。まだ幕下時代の1962年5月場所、「梅ノ里」より「清國」に改名。「清」は5代伊勢ヶ濱の元関脇・清瀬川より、「國」は師匠の照國より付けられたものであり、それだけ素質を評価されていたということである。素質はあるにもかかわらず当初は相撲が嫌いであったためあまり稽古熱心とはいえず、1日稽古すると翌日は不調を訴えて稽古から逃げるのがお決まりであった。その様子を指して24時間勤務からの24時間休みが常態であった当時のタクシー運転手に準えた「運ちゃん」というありがたくないニックネームを師匠から付けられていたが、後輩の淺瀬川に十両昇進で先を越されて発奮し、ある日部屋の若二瀬を稽古場で立合いの一撃により勢い良く転がしたことから後に通ずる立合いを会得し、そこから稽古に打ち込んだ。1963年5月場所に十両に昇進、3場所で十両を突破して同年11月場所に新入幕を果たした。その翌場所の1964年1月場所は強烈な右おっつけを武器に初日から14連勝、横綱・大鵬とともに勝ち放し、同期生の優勝決定戦かと騒がれた。しかし、千秋楽に関脇・大豪に当てられて敗れ14勝1敗、優勝はならなかったが、技能賞を獲得。この活躍から北の富士・若見山と「若手三羽烏」と称された。なお、この場所では前場所優勝の大関・栃ノ海の横綱昇進がかかっており、13勝2敗ながら清國のよもやの大健闘で優勝次点にすらなれないという珍事が起きたが、場所後栃ノ海は横綱に推挙されている（直近場所が優勝、相星、次点のいずれにもあてはまらないというケースは、年6場所制以後ではこのケースのみである）。翌3月場所には前頭13枚目から一気に関脇に昇進し、その後も上位に定着。1967年11月場所からは三役を10場所連続で務め大関候補として評判になった。1969年5月場所で12勝3敗の好成績を挙げ、場所後に大関に昇進した。
新大関で迎えた1969年7月場所では千秋楽に大鵬との相星決戦を制して12勝3敗の成績を挙げ優勝決定戦に進出、前頭5枚目・藤ノ川を破り初優勝を果たした。新大関の優勝は1959年11月場所の若羽黒以来の快挙、立浪・伊勢ヶ濱連合内での稽古が実を結んだ形となった。この場所横綱・柏戸が引退して大鵬の一人横綱となっていただけに一気に横綱昇進の絶好の好機となったが、翌9月場所2日目の小結・麒麟児（後の大関・大麒麟）戦で頸椎を故障。それが結果的には大関どまりになる原因の一つとなった。
きちんと両手をついて立合いを行う力士であり、1970年前後の、手をつかないことが常態化していた時代に、清國の立合いや土俵態度は賞賛された。また、それを生かした〈後の先〉の立合いで横綱・玉の海に勝ったこともある。腕力が非常に強く、それを生かしたおっつけや小手投げは大鵬はじめ相手力士の腕を痛めることがたびたびあり「壊し屋」の異名をとった。時折もろ差しになられても両腕（かいな）で閂（かんぬき）に極め、豪快に極め出すこともあった。四つは左でも右でもとれる『なまくら四つ』でもあった。ただ幕下にいた頃は豪快に投げないと気が済まない相撲ぶりから中々関取に昇進できずに停滞していた。錦絵から抜け出したような風貌で｢綺麗なお相撲さん｣として巡業では大鵬以上の人気があった。なお、横綱・北の富士との幕内通算対戦は52回を数え、当時の大相撲歴代最多記録だった（2018年7月場所終了現在の史上最多記録は大関・琴奨菊－横綱・稀勢の里戦の66回）。
現役末期は心臓疾患に苦しみ、これ以上現役を続けると命に関わると判断した末に1974年1月場所中に引退。その後はしばらく年寄・楯山を襲名していたが、1977年の師匠・伊勢ヶ濱の死去により7代伊勢ヶ濱を襲名して部屋を継承した。親方としては前頭筆頭まで出世した若瀬川らの関取を輩出し、日本相撲協会では理事として、主に地方場所部長（九州場所担当）として活躍した。
親方時代は様々な災難に遭遇した。1985年8月12日には前妻と長男、長女を日本航空123便墜落事故で失い、その後再婚して1989年に二男・嘉由生（林家希林）をもうけるも、現妻を追い出そうとした親方の近親者が週刊誌に捏造記事を売り、現妻の名誉を傷付け、さらに文京区白山の土地5億円を詐欺により詐取されたりした。後に本事件は詐欺を行った者が逮捕され、現妻の名誉も回復した。ホテルを転々とするなど部屋運営に苦労したが、夫人の尽力もあって千葉県柏市、台東区に部屋を創設した。
1996年2月に理事から役員待遇に退いたが、2004年9月に週刊ポスト誌上で一門の総帥でありながら甥の玉乃島をはじめとした現役力士の無気力相撲、ドーピングを批判したことで役員待遇を解かれ、同年11月場所より監察委員に就任した。
2006年11月場所中に協会を停年退職。伊勢ヶ濱部屋は部屋付きの10代・若藤（元前頭・和晃）が清國と名跡交換して、8代・伊勢ヶ濱を襲名し部屋を継承。清國自身は、11代・若藤を1日だけ襲名し停年を迎えている。しかし、この継承は暫定的なものであり8代も半年ほどで停年を迎えるため、直ちに後継者擁立を進めたが、適任者が見つからず翌2007年1月場所後に一時的に伊勢ヶ濱部屋は閉鎖となった。8代・伊勢ヶ濱は停年直前に既に退職していた清國と名跡交換を行ったため、「年寄・伊勢ヶ濱」は再び清國の所有になった。
同年11月、清國は後継に4代・安治川（元横綱・旭富士）を指名し、9代・伊勢ヶ濱を襲名。安治川部屋が部屋名を改称する形で伊勢ヶ濱部屋を再興した。

## エピソード
- 肩の脱臼をはめることが非常にうまく、横綱・千代の富士が取組中に肩を脱臼したとき（1989年3月場所14日目、対横綱大乃国戦）に、支度部屋へ戻ってきた千代の富士の肩をはめる応急処置を施したことがある[注 4]。
- 新大関で優勝を果たした1969年7月場所の時に乗っていた車の番号は「75-81」だった。「ナゴヤ1番」で語呂がいいと話題にされたが、語呂合わせの通りに本当に優勝した。
- 天理教の信徒としても有名だった。その縁で当時の伊勢ヶ濱部屋には、同じく天理教の信徒であった黒瀬川や天理高校出身の照櫻、清王洋など天理教関係の力士が多く在籍していた。
- NHK大相撲中継では停年(定年)退職を迎える年寄が退職直前の場所中に幕内解説に出演することが慣例となっているが、清國は2006年11月場所中の出演を辞退し、同場所の千秋楽の幕内の取組みの合間に「今場所千秋楽を最後に退職」の事実だけが紹介されている。
- 角界時代に不幸に見舞われたり関係者との衝突があったりしたこともあってか、次男の林家希林が真打に昇進した時には「相撲界にいた時のどんなことよりも嬉しい」と甚く喜んでいた。

## 略歴
- 1956年9月 - 初土俵（前相撲）
- 1963年5月 - 新十両
- 1963年11月 - 新入幕
- 1969年7月 - 新大関、初優勝
- 1974年1月 - 引退、年寄楯山襲名
- 1977年4月 - 伊勢ヶ濱部屋継承
- 2006年11月 - 停年（定年、以下同）退職

## 主な成績
- 通算成績：706勝507敗32休 勝率.582
- 幕内成績：506勝384敗31休 勝率.569
- 大関成績：233勝147敗31休 勝率.613
- 現役在位：103場所
- 幕内在位：62場所
- 大関在位：28場所
- 三役在位：19場所（関脇12場所、小結7場所）
- 各段優勝
  - 幕内最高優勝：1回（1969年7月場所）
- 三賞：7回
  - 殊勲賞：3回（1965年7月場所、1968年1月場所、1969年1月場所）[1]
  - 技能賞：4回（1964年1月場所、1965年1月場所、1965年3月場所、1969年5月場所）[1]
- 雷電賞：1回（1964年1月場所）
- 金星：7個（栃ノ海3個、柏戸2個、佐田の山2個）

### 場所別成績
| | 一月場所 初場所（東京） | 三月場所 春場所（大阪） | 五月場所 夏場所（東京） | 七月場所 名古屋場所（愛知） | 九月場所 秋場所（東京） | 十一月場所 九州場所（福岡） |
| --- | ----------------------- | ----------------------- | ----------------------- | --------------------------- | ----------------------- | --------------------------- |
| 1956年 （昭和31年） | x                       | x                       | x                       | x                           | （前相撲）              | x                           |
| 1957年 （昭和32年） | 西序ノ口15枚目 4–4      | 東序二段108枚目 7–1     | 西序二段41枚目 5–3      | x                           | 西序二段2枚目 3–5       | 東序二段6枚目 6–2           |
| 1958年 （昭和33年） | 西三段目81枚目 6–2      | 西三段目53枚目 6–2      | 東三段目29枚目 3–5      | 東三段目30枚目 5–3          | 西三段目18枚目 6–2      | 西三段目2枚目 7–1           |
| 1959年 （昭和34年） | 西幕下63枚目 7–1        | 東幕下40枚目 6–2        | 東幕下30枚目 4–4        | 西幕下29枚目 3–5            | 西幕下33枚目 6–2        | 西幕下20枚目 4–4            |
| 1960年 （昭和35年） | 西幕下21枚目 5–3        | 西幕下15枚目 6–2        | 西幕下6枚目 2–6         | 東幕下17枚目 3–3–1          | 西幕下18枚目 5–2        | 西幕下11枚目 6–1            |
| 1961年 （昭和36年） | 西幕下3枚目 4–3         | 東幕下2枚目 4–3         | 西幕下筆頭 1–6          | 西幕下9枚目 3–4             | 西幕下10枚目 6–1        | 東幕下3枚目 3–4             |
| 1962年 （昭和37年） | 東幕下5枚目 5–2         | 西幕下筆頭 2–5          | 西幕下8枚目 3–4         | 東幕下10枚目 4–3            | 西幕下7枚目 5–2         | 東幕下3枚目 4–3             |
| 1963年 （昭和38年） | 東幕下2枚目 5–2         | 東幕下筆頭 4–3          | 東十両17枚目 10–5       | 東十両14枚目 12–3           | 西十両3枚目 10–5        | 西前頭14枚目 8–7            |
| 1964年 （昭和39年） | 東前頭13枚目 14–1 技    | 西関脇 6–9              | 東前頭2枚目 7–8         | 東前頭2枚目 8–7             | 西前頭筆頭 5–10 ★       | 東前頭4枚目 9–6 ★           |
| 1965年 （昭和40年） | 西前頭筆頭 10–5 技★     | 東小結 9–6 技           | 東関脇 7–8              | 西小結 10–5 殊              | 東関脇 4–11             | 東前頭4枚目 9–6 ★           |
| 1966年 （昭和41年） | 東前頭2枚目 7–8         | 西前頭3枚目 9–6 ★       | 東小結 4–11             | 西前頭3枚目 9–6 ★           | 西小結 8–7              | 東関脇 7–8                  |
| 1967年 （昭和42年） | 東小結 3–12             | 西前頭5枚目 9–6         | 西前頭2枚目 7–8         | 西前頭筆頭 7–8              | 西前頭2枚目 8–7 ★       | 東小結 8–7                  |
| 1968年 （昭和43年） | 西関脇 9–6 殊           | 東関脇 10–5             | 東関脇 8–7              | 東関脇 8–7                  | 東関脇 8–7              | 東関脇 7–8                  |
| 1969年 （昭和44年） | 西小結 10–5 殊          | 西関脇 9–6              | 西関脇 12–3 技          | 東大関 12–3                 | 東大関 9–6              | 西張出大関 9–6              |
| 1970年 （昭和45年） | 西張出大関 10–5         | 東大関 7–8              | 西大関 10–5             | 東大関 11–4                 | 東大関 9–6              | 西大関 12–3                 |
| 1971年 （昭和46年） | 東大関 8–7              | 西張出大関 10–5         | 東張出大関 13–2         | 東大関 9–6                  | 西大関 8–7              | 東張出大関 8–7              |
| 1972年 （昭和47年） | 西大関 9–6              | 西大関 10–5             | 西大関 8–7              | 西大関 9–6                  | 東大関 9–6              | 東張出大関 10–5             |
| 1973年 （昭和48年） | 東張出大関 1–6–8        | 西張出大関 9–6          | 西大関 11–4             | 東大関 1–5–9                | 西張出大関 11–4         | 東大関 0–7–8                |
| 1974年 （昭和49年） | 西張出大関 引退 0–0–6   | x                       | x                       | x                           | x                       | x                           |
| 各欄の数字は、「勝ち-負け-休場」を示す。 優勝 引退 休場 十両 幕下 三賞：敢=敢闘賞、殊=殊勲賞、技=技能賞 その他：★=金星 番付階級：幕内 - 十両 - 幕下 - 三段目 - 序二段 - 序ノ口 幕内序列：横綱 - 大関 - 関脇 - 小結 - 前頭（「#数字」は各位内の序列） |                         |                         |                         |                             |                         |                             |

### 幕内対戦成績
| 力士名 | 勝数 | 負数 | 力士名   | 勝数 | 負数 | 力士名   | 勝数 | 負数  | 力士名   | 勝数  | 負数 |
| ------ | ---- | ---- | -------- | ---- | ---- | -------- | ---- | ----- | -------- | ----- | ---- |
| 青ノ里 | 7    | 0    | 朝登     | 2    | 1    | 旭國     | 4    | 1(1)  | 天津風   | 2     | 0    |
| 扇山   | 0    | 1    | 大錦     | 1    | 1    | 小城ノ花 | 1    | 0     | 魁傑     | 4     | 5    |
| 海乃山 | 13   | 12   | 柏戸     | 8    | 18   | 金乃花   | 3    | 0     | 北瀬海   | 1     | 0    |
| 北の湖 | 4    | 2    | 北の富士 | 15   | 37   | 北葉山   | 6    | 7     | 黒姫山   | 9     | 1    |
| 高鉄山 | 9    | 3    | 琴櫻     | 20   | 28   | 金剛     | 3    | 3     | 佐田の山 | 4     | 18   |
| 沢光   | 3    | 0    | 白田山   | 1    | 0    | 錦洋     | 4    | 2     | 大麒麟   | 21    | 20   |
| 大豪   | 5    | 7    | 大受     | 8(1) | 6(1) | 大心     | 0    | 1     | 大雪     | 1     | 0    |
| 大鵬   | 4(1) | 29   | 大雄     | 1    | 4    | 大竜川   | 1    | 0     | 貴ノ花   | 7     | 8    |
| 高見山 | 17   | 10   | 玉の海   | 15   | 24   | 常錦     | 2    | 0     | 鶴ヶ嶺   | 7     | 2    |
| 時葉山 | 4(1) | 0    | 栃東     | 11   | 9    | 栃王山   | 6    | 2     | 栃ノ海   | 7(1)  | 6    |
| 栃光   | 7    | 5    | 栃富士   | 1    | 0    | 豊國     | 7    | 1     | 羽黒岩   | 11    | 4    |
| 羽黒川 | 0    | 1    | 羽黒山   | 2    | 1    | 長谷川   | 28   | 13(1) | 花光     | 2     | 1    |
| 廣川   | 5    | 1    | 福の花   | 25   | 3    | 富士櫻   | 4    | 2     | 富士錦   | 7     | 3    |
| 藤ノ川 | 17*  | 3    | 二子岳   | 12   | 1    | 前田川   | 3    | 0     | 前の山   | 20(1) | 12   |
| 増位山 | 3    | 0    | 三重ノ海 | 9    | 6    | 禊鳳     | 3    | 1     | 明武谷   | 9     | 10   |
| 陸奥嵐 | 15   | 2    | 豊山     | 10   | 17   | 豊山     | 2    | 2     | 吉王山   | 1     | 0    |
| 義ノ花 | 6    | 1    | 琉王     | 3    | 0    | 龍虎     | 13   | 3     | 若杉山   | 0     | 1    |
| 若秩父 | 6    | 0    | 若天龍   | 1    | 1    | 若浪     | 9    | 3     | 若鳴門   | 1     | 0    |
| 若ノ海 | 1    | 0    | 若乃洲   | 2    | 0    | 若羽黒   | 2    | 0     | 若二瀬   | 10    | 0    |
| 若見山 | 5    | 5    | 輪島     | 2    | 10   | 鷲羽山   | 0    | 2     |          |       |      |

- 他に優勝決定戦で藤ノ川に1勝がある。

## 改名歴
- 若い國 忠雄（わかいくに ただお）1956年9月場所-1961年11月場所
- 梅ノ里 忠雄（うめのさと -）1962年1月場所-1962年3月場所
- 清國 忠雄（きよくに -）1962年5月場所-1964年3月場所
- 清國 勝雄（- かつお）1964年5月場所-1965年1月場所
- 清國 忠雄（- ただお）1965年3月場所-1967年9月場所
- 清國 勝雄（- かつお）1967年11月場所-1974年1月場所（引退）

## 年寄変遷・改名
- 楯山 忠雄（たてやま ただお）1974年1月-1977年4月
- 伊勢ヶ濱 忠雄（いせがはま -）1977年4月-1985年1月
- 伊勢ヶ濱 清之輔（- せいのすけ）1985年1月-1990年11月
- 伊勢ヶ濱 忠雄（- ただお）1990年11月-1992年1月
- 伊勢ヶ濱 清之輔（- せいのすけ）1992年1月-2006年11月
- 若藤 清之輔（わかふじ - ）2006年11月（1日のみ襲名、定年）